# Robert Wilhelm Schulz
Robert Wilhelm Schulz (* 25. Januar 1914 in Bötzingen; † 22. Oktober 2000 in Leipzig) war ein deutscher Soziologe.

## Leben
Zum 1. April 1940 trat er der NSDAP bei. Von 1947 bis 1950 studierte er Wirtschaftspolitik an der Universität Leipzig. Nach der Promotion 1953 zum Dr. phil. an der Karl-Marx-Universität Leipzig war er dort von 1969 bis 1979 ordentlicher Professor für Soziologie.

## Schriften (Auswahl)
- Friedrich Ludwig Jahn. Ein Patriot unseres Volkes. (Koautoren: Günter Erbach, Paul Marschner, Lothar Skorning) Berlin 1953, OCLC 314050722.
- Deutsche in Rumänien. Das Nationalitätenproblem in der Rumänischen Volksrepublik. Leipzig 1955, OCLC 252880188.
- (Hrsg.): Beiträge zur Kritik der gegenwärtigen bürgerlichen Geschichtsphilosophie. Berlin 1958, OCLC 720137510.
- mit Hermann Scheler und Günter Söder (Hrsg.): Soziologie und Gesellschaft. Beiträge zum IV. Weltkongreß für Soziologie. Berlin 1960, OCLC 690836915.